# يوجين ميلينر
يوجين ميلينر (بالإنجليزية: Eugene Milliner) هو لاعب بيسبول أمريكي سابق لعب في دوري الزنوج للبيسبول في أوائل القرن العشرين. وُلد عام 1878 في ترينيداد بولاية كولورادو.

## مسيرته
لعب ميلينر مع عدة فرق بارزة في دوري الزنوج خلال مسيرته، وكان معروفًا بمهاراته في اللعب الدفاعي والهجومي. بسبب قلة التوثيق التاريخي لتلك الحقبة، لا تتوفر تفاصيل دقيقة عن إحصائياته الكاملة أو مسيرته بعد اعتزاله.